# مارك دبليو. باتلر
مارك دبليو. باتلر (بالإنجليزية: Marc Butler)‏ هو سياسي أمريكي، ولد في 21 يناير 1952 بهيركيمر في الولايات المتحدة. حزبياً، نشط في الحزب الجمهوري. وقد انتخب عضو جمعية ولاية نيويورك.

## وصلات خارجية
- الموقع الرسمي